# 英国重巡洋舰列表

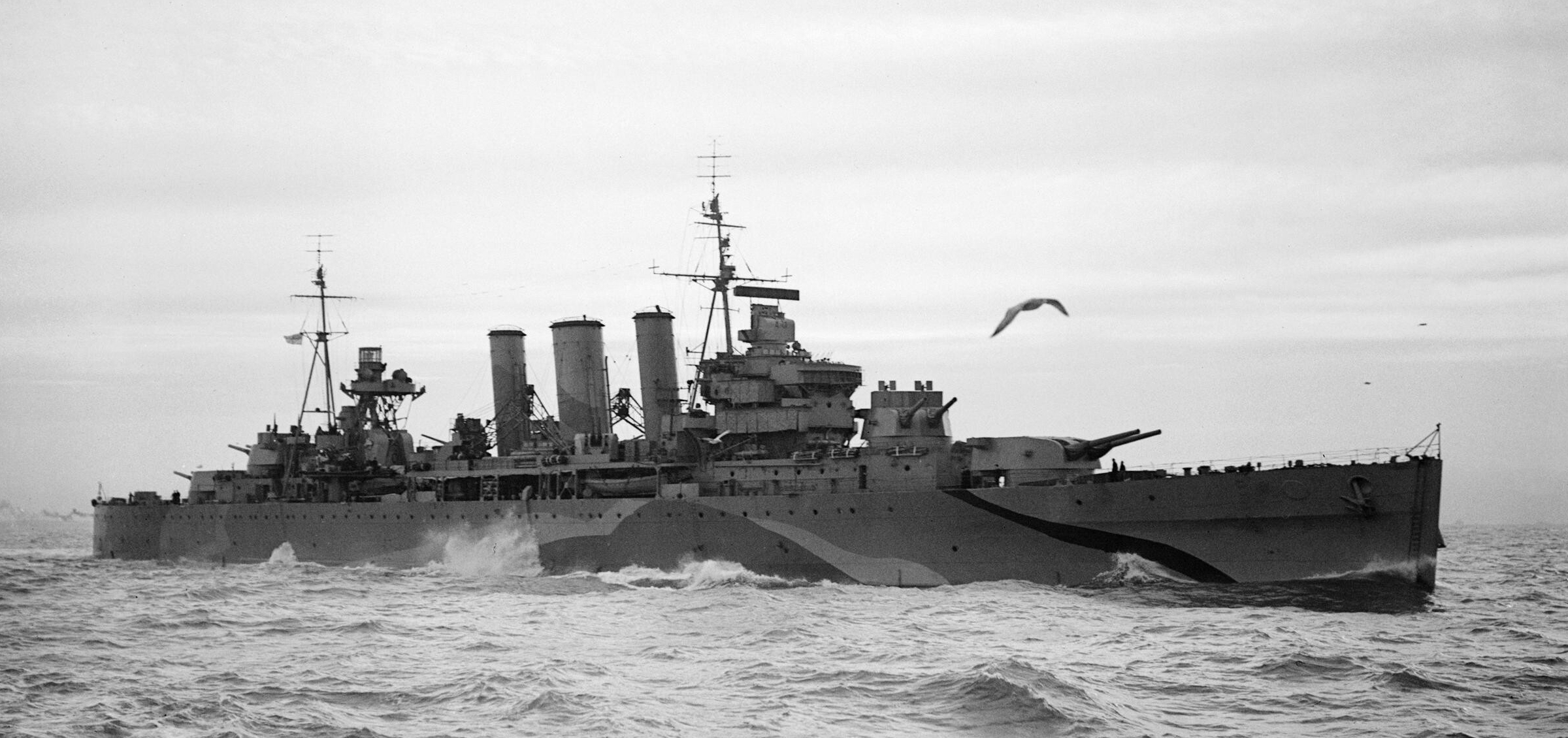
二战期间的英国皇家海军肯特级重巡洋舰“肯特”号

英国皇家海军在1910至1930年代间建造了一系列重巡洋舰。最初建造的是霍金斯級，其设计初衷是为应对第一次世界大战中的德国私掠船，因而配备有全球范围作战能力。然而该级舰服役过晚未能参战，其中一艘在建造期间被改装为航空母舰，后用作维修舰。
英国于1922年签署《华盛顿海军条约》，将巡洋舰标准排水量限制在一万吨以内。这些限制影响了郡级巡洋舰的设计，该级舰分为四个略有差异的子级。首个子级为肯特級，其设计为续航力和火力牺牲了装甲防护；后续倫敦級小幅改进装甲；諾福克級则换装改良炮塔；最后的萨里级于1930年取消建造。英国皇家海军后续还建造了約克級，其设计定位为比郡级更小更经济的巡洋舰。
英国重型巡洋舰在和平时期部署于大英帝国各驻地，除“罗利”号1922年在纽芬兰海岸搁浅全损外，均执行常规任务。1939年二战爆发后，这些舰艇主要在大西洋、印度洋、地中海和北冰洋护航船队，但也参与多项进攻行动，包括挪威与希腊战役、追猎德国战列舰“俾斯麦”号、拉普拉塔河口海战、达喀尔战役、斯巴提芬托角海战和北角海战。战争期间英国共损失五艘重巡，幸存舰艇在战后不久退役拆解。
| 主要武器 | 主炮数量和口径                                 |
| 排水量   | 作战时舰只满载排水量                           |
| 推进系统 | 传动轴的数量，推进系统的类型、可提供的最高航速 |
| 开建日期 | 开始安放龙骨、开始舰体建造的日期               |
| 下水日期 | 舰只下水的日期                                 |
| 交付日期 | 舰只交付使用或正式入役的日期                   |
| 结局     | 舰只最终结局（例如沉没、拆解）                 |

## 霍金斯级

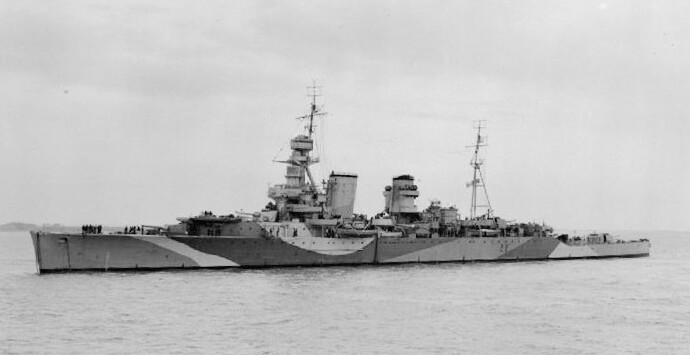
1942年的英国皇家海军“霍金斯”号重巡洋舰

霍金斯级的研发源于英国皇家海军在第一次世界大战期间对抗德国袭击舰的需求，其设计基于伯明翰级轻巡洋舰。曾考虑为其配备152毫米或233毫米舰炮，但前者被认为火力不足而后者过重，最终专门研发了191毫米新型舰炮。初期决定采用燃油-燃煤混合锅炉，因其作战任务可能涉及燃油补给困难的区域。原计划建造六艘，实际订购五艘。1915年后德国袭击舰的消失削弱了建造紧迫性，导致工程进度放缓。
这些军舰在两次世界大战期间活动于大西洋、加勒比海、地中海、印度洋和东南亚海域。“罗利”号于1922年8月在纽芬兰海岸搁浅，残骸在1928年销毁。“霍⾦斯”号、“富罗⽐斯”号和“英富汉姆”号在1930年代被改为训练舰，1939年二战爆发后重新服役。“英富汉姆”号先在北大西洋搜索德国袭击舰，后支援挪威战役，1940年5月触礁后自沉。“霍金斯”号和“富罗⽐斯”号主要在印度洋服役至1944年，后调往支援诺曼底登陆。战后退役，分别于1947和1949年拆解。“卡文狄许”号建造中被改为航母“复仇”号（HMS Vindictive），1919年参与协约国对俄国内战的干涉，1920年代改回巡洋舰服役，后又改为维修舰直至1946年拆解。
| 舰名         | 主要武器    | 排水量   | 推进系统                         | 服役       | 服役       | 服役       | 服役       |
| 舰名         | 主要武器    | 排水量   | 推进系统                         | 开建日期   | 下水日期   | 交付日期   | 结局       |
| ------------ | ----------- | -------- | -------------------------------- | ---------- | ---------- | ---------- | ---------- |
| “霍⾦斯”号   | 7门191 毫米 | 13,000吨 | 4台蒸汽轮机；30节（56公里/小时） | 1916年6月  | 1917年10月 | 1919年7月  | 1947年拆解 |
| “卡文狄许”号 | 7门191 毫米 | 13,000吨 | 4台蒸汽轮机；30节（56公里/小时） | 1916年5月  | 1918年1月  | 1918年10月 | 1946年拆解 |
| “罗利”号     | 7门191 毫米 | 13,000吨 | 4台蒸汽轮机；30节（56公里/小时） | 1916年10月 | 1919年8月  | 1921年7月  | 1928年被毁 |
| “富罗⽐斯”号 | 7门191 毫米 | 13,000吨 | 4台蒸汽轮机；30节（56公里/小时） | 1916年8月  | 1920年3月  | 1924年10月 | 1949年拆解 |
| “英富汉姆”号 | 7门191 毫米 | 13,000吨 | 4台蒸汽轮机；30节（56公里/小时） | 1917年4月  | 1921年6月  | 1925年7月  | 1940年沉没 |

## 郡级

### 肯特级

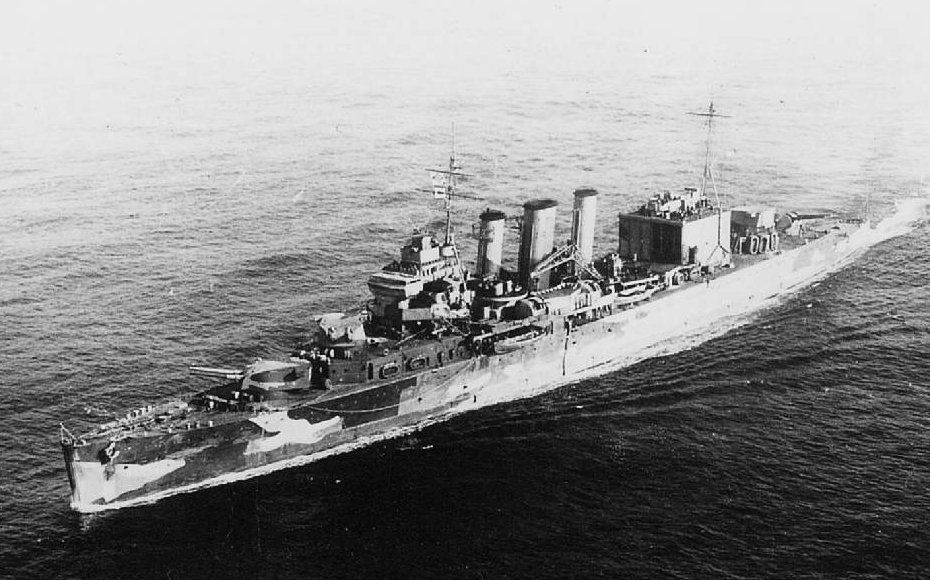
1941年的英国皇家海军“萨福克”号重巡洋舰

英国于1922年签署《华盛顿海军条约》，将巡洋舰标准排水量上限设为10,100吨，主炮口径不超过203毫米。设计师难以在吨位限制内兼顾航速、火力、防护和续航力的设计要求，最终决定略微降低发动机功率以节省重量，从而为主装甲带和甲板提供最低限度的防护。英国海军部最初提议建造17艘肯特子级巡洋舰，但受政治和财政因素影响，仅订购5艘，另为澳大利亚皇家海军建造2艘。
五艘巡洋舰服役初期在东南亚活动，1930年代后半期经过大规模现代化改造后分散部署于大英帝国各基地。二战爆发后，它们被投入不同战区的作战行动，主要承担大西洋、地中海、印度洋和北极海域的船队护航任务，同时参与上述区域的进攻作战，包括挪威战役以及達喀爾戰役、丹麦海峡海战和斯巴提芬托角海战。“康沃尔”号1942年4月在印度洋遭日军空袭沉没。其余四舰战后立即退役，“肯特”号、“贝里克”号和“萨福克”号1948年拆解，“坎伯兰”号改为训练舰服役至1959年拆解。
| 舰名       | 主要武器   | 排水量  | 推进系统                         | 服役       | 服役      | 服役      | 服役       |
| 舰名       | 主要武器   | 排水量  | 推进系统                         | 开建日期   | 下水日期  | 交付日期  | 结局       |
| ---------- | ---------- | ------- | -------------------------------- | ---------- | --------- | --------- | ---------- |
| “萨福克”号 | 8门203毫米 | 15140吨 | 4台蒸汽轮机；31节（58公里/小时） | 1924年9月  | 1926年2月 | 1928年5月 | 1948年拆解 |
| “康沃尔”号 | 8门203毫米 | 15140吨 | 4台蒸汽轮机；31节（58公里/小时） | 1924年10月 | 1926年3月 | 1928年5月 | 1942年沉没 |
| “肯特”号   | 8门203毫米 | 15140吨 | 4台蒸汽轮机；31节（58公里/小时） | 1924年11月 | 1926年3月 | 1928年6月 | 1948年拆解 |
| “坎伯兰”号 | 8门203毫米 | 15140吨 | 4台蒸汽轮机；31节（58公里/小时） | 1924年10月 | 1926年3月 | 1928年1月 | 1959年拆解 |
| “贝里克”号 | 8门203毫米 | 15140吨 | 4台蒸汽轮机；31节（58公里/小时） | 1924年9月  | 1926年3月 | 1928年2月 | 1948年拆解 |

### 伦敦级

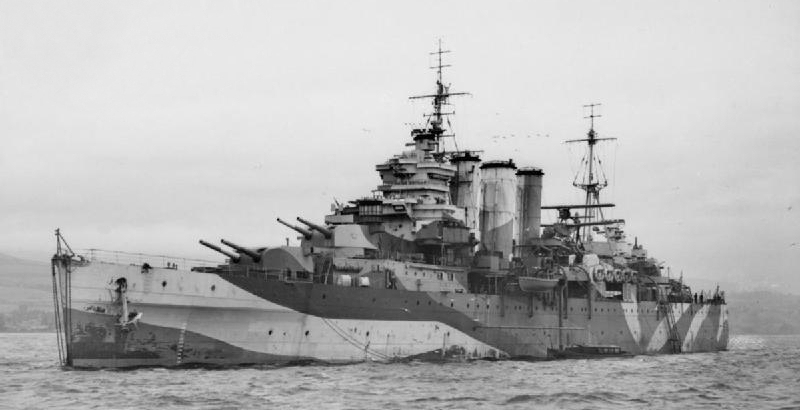
1940年的英国皇家海军“苏塞克斯”号重巡洋舰

伦敦级基本沿袭前型肯特级的设计，但进行了若干改进：主要区别在于移除防雷鼓包，为此略微增加舰体长度并缩减舷宽以保持航速。减重获得的吨位用于增强舵机防护和加装水上飞机弹射器。其他改进包括重新布局轮机舱以优化鱼雷命中时的隔舱划分，并将指挥塔稍向后移以改善前部主炮射界。
四舰和平时期主要部署于地中海。“伦敦”号是唯一接受大规模现代化改造的舰艇，工程持续至二战爆发。战争开始后，各舰立即投入大西洋和印度洋的护航及猎杀德国袭击舰任务，“德文郡”号和“萨塞克斯”号参与1940年挪威战役，其中“萨塞克斯”号遭德军空袭重创，直至1942年才恢复作战。“德文郡”号和“伦敦”号1941年参与追猎德国战列舰“俾斯麦”号。“什罗普郡”号1943年移交澳大利亚皇家海军，参与太平洋战争的新几内亚和菲律宾战役。英军麾下各舰战争后期持续在大西洋、北极、印度洋和太平洋执行支援与护航任务，战后数年陆续退役拆解。
| 舰名         | 主要武器   | 排水量  | 推进系统                         | 服役      | 服役       | 服役      | 服役       |
| 舰名         | 主要武器   | 排水量  | 推进系统                         | 开建日期  | 下水日期   | 交付日期  | 结局       |
| ------------ | ---------- | ------- | -------------------------------- | --------- | ---------- | --------- | ---------- |
| “伦敦”号     | 8门203毫米 | 13530吨 | 4台蒸汽轮机；31节（58公里/小时） | 1926年2月 | 1927年9月  | 1929年1月 | 1950年拆解 |
| “德文郡”号   | 8门203毫米 | 13530吨 | 4台蒸汽轮机；31节（58公里/小时） | 1926年3月 | 1927年10月 | 1929年3月 | 1954年拆解 |
| “苏塞克斯”号 | 8门203毫米 | 13530吨 | 4台蒸汽轮机；31节（58公里/小时） | 1927年2月 | 1928年2月  | 1929年3月 | 1950年拆解 |
| “什罗普郡”号 | 8门203毫米 | 13530吨 | 4台蒸汽轮机；31节（58公里/小时） | 1927年2月 | 1928年7月  | 1929年9月 | 1954年拆解 |

### 诺福克级

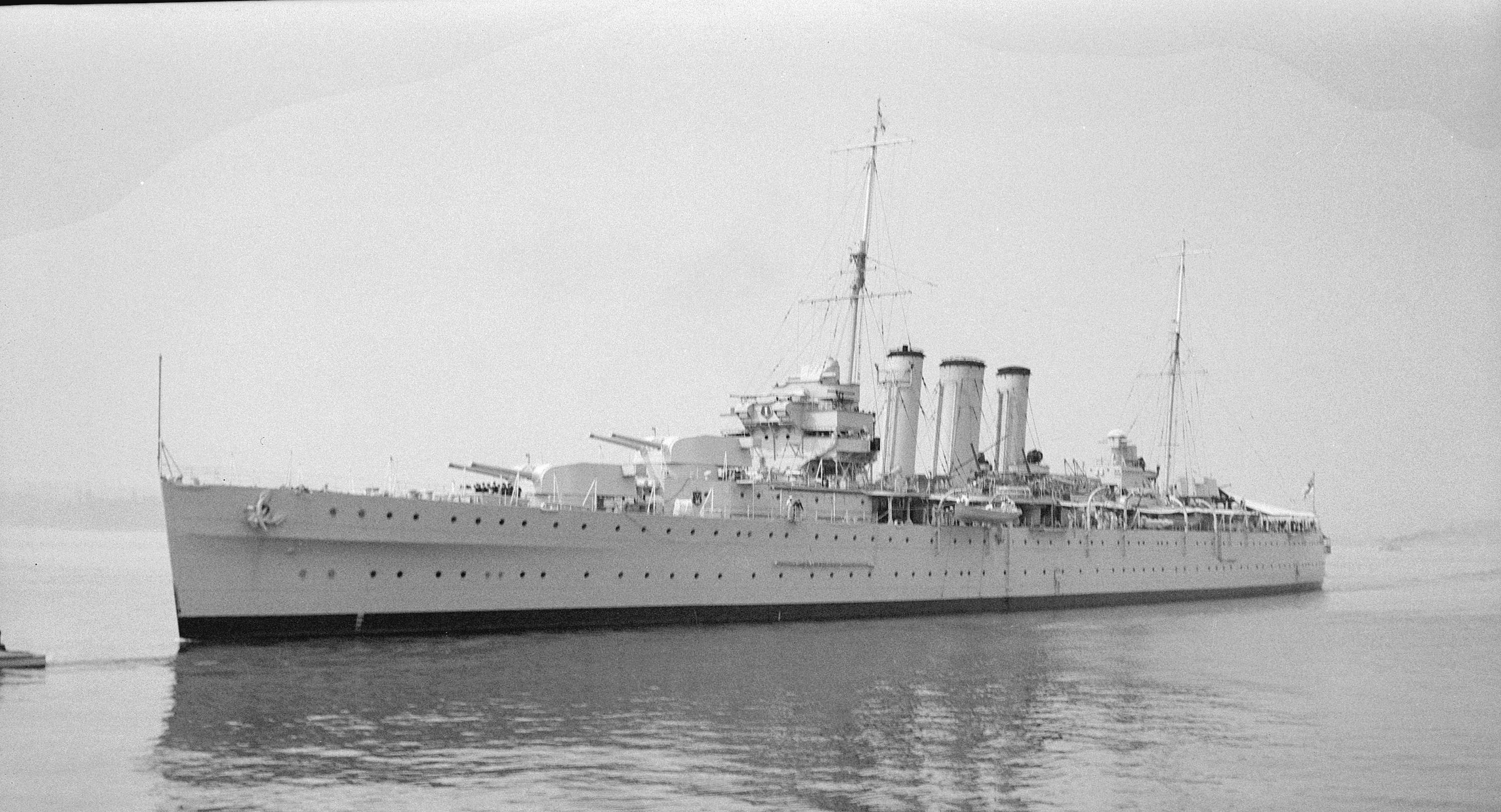
1934年的英国皇家海军“诺福克”号重巡洋舰

诺福克级基本沿袭前型伦敦级设计，主要区别在于换装新型203毫米主炮塔。虽然预期新炮塔的自重减轻可增加弹药库装甲，但其实际重量超出预期，迫使其他部位实施减重措施。 
两舰和平时期分驻大英帝国不同区域执行殖民任务。“诺福克”号二战初期正进行改装，但很快投入大西洋巡逻及搜捕德国袭击舰；“多塞特郡”号原驻印度洋，后调往达喀尔海战，随后部署在南美和非洲海域。1941年两舰均参与追猎“俾斯麦”号行动，“多塞特郡”号被确认发射了最终击沉该战列舰的鱼雷。“诺福克”号此后持续承担大西洋与北极护航任务，1943年底参与北角海战对抗德国战列舰“沙恩霍斯特”号。“多塞特郡”号返回印度洋作战直至1942年4月被日军空袭击沉。“诺福克”号战后退役，1950年拆解。
| 舰名         | 主要武器   | 排水量  | 推进系统                         | 服役      | 服役       | 服役      | 服役       |
| 舰名         | 主要武器   | 排水量  | 推进系统                         | 开建日期  | 下水日期   | 交付日期  | 结局       |
| ------------ | ---------- | ------- | -------------------------------- | --------- | ---------- | --------- | ---------- |
| “诺福克”号   | 8门203毫米 | 14830吨 | 4台蒸汽轮机；32节（59公里/小时） | 1927年7月 | 1928年12月 | 1930年5月 | 1950年拆解 |
| “多塞特郡”号 | 8门203毫米 | 14830吨 | 4台蒸汽轮机；32节（59公里/小时） | 1927年9月 | 1929年1月  | 1930年9月 | 1942年沉没 |

### 萨里级
1927年启动的新型重巡洋舰研发中，曾考虑采用五座双联装或三座三联装炮塔方案，但最终决定沿用前型的四座双联装布局。计划通过舰体尺寸缩减、轮机功率降低及新型指挥塔设计等减重措施，以牺牲航速为代价增强局部装甲防护。原定1928-29年度建造计划中的“萨里”号和“诺森伯兰”号，因政府更迭于1929年8月开工前被暂停，最终于1930年1月正式取消建造。
| 舰名         | 主要武器   | 排水量  | 推进系统                         | 服役     | 服役     | 服役     | 服役       |
| 舰名         | 主要武器   | 排水量  | 推进系统                         | 开建日期 | 下水日期 | 交付日期 | 结局       |
| ------------ | ---------- | ------- | -------------------------------- | -------- | -------- | -------- | ---------- |
| “萨里”号     | 8门203毫米 | 12870吨 | 4台蒸汽轮机；30节（57公里/小时） | 不適用   | 不適用   | 不適用   | 1930年取消 |
| “诺森伯兰”号 | 8门203毫米 | 12870吨 | 4台蒸汽轮机；30节（57公里/小时） | 不適用   | 不適用   | 不適用   | 1930年取消 |

## 约克级

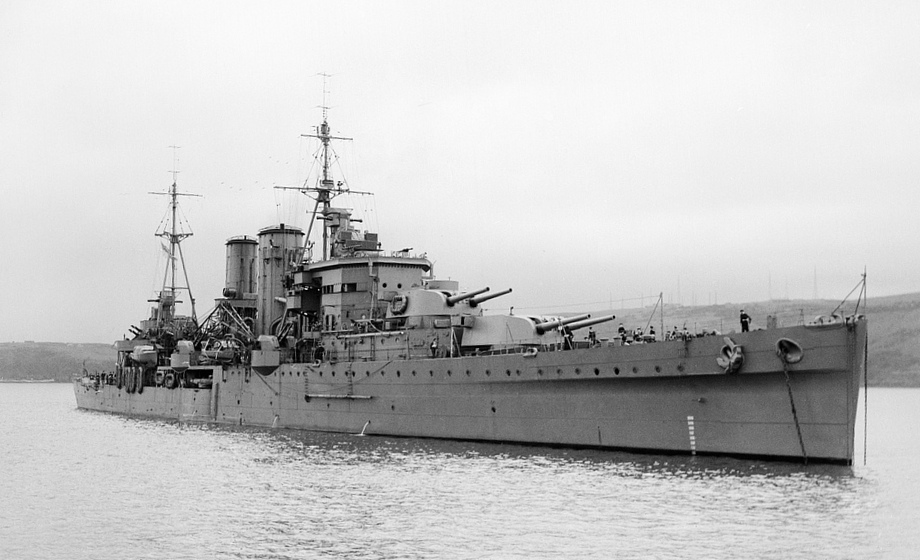
1941年的英国皇家海军“埃克塞特”号重巡洋舰

1925年英国政府迫于削减帝国防务开支的压力，要求海军部研发更小更经济的B型巡洋舰（区别于原郡级/A型）。约克级设计移除一座炮塔，使主炮减为六门203毫米，同时增加主装甲带总厚度。计划建造两艘，但第二艘因预算限制推迟一年开工，导致设计有所改动：装甲带更厚、舰宽略增、上层建筑结构不同。
“约克”号与“埃克塞特”号和平时期部署于北美及加勒比海，1935至1936年意大利-埃塞俄比亚战争期间暂调地中海。“约克”号二战初期在北大西洋护航，后参加挪威战役，继而转战地中海，执行护航任务并参与希腊战役，1941年3月在克里特遭意大利鱼雷艇重创，5月被迫自沉。“埃克塞特”号战争爆发时正巡逻南大西洋，随即参与追猎德国重巡“施佩伯爵海军上将”号，在拉普拉塔河口海战中重创敌舰但自身受损。修复后承担大西洋与印度洋护航任务，1942年调往新加坡，先后参加第一次和第二次爪哇海海战，在1942年3月的第二次海战中沉没。
| 舰名         | 主要武器   | 排水量  | 推进系统                         | 服役      | 服役      | 服役      | 服役       |
| 舰名         | 主要武器   | 排水量  | 推进系统                         | 开建日期  | 下水日期  | 交付日期  | 结局       |
| ------------ | ---------- | ------- | -------------------------------- | --------- | --------- | --------- | ---------- |
| “约克”号     | 6门203毫米 | 10515吨 | 4台蒸汽轮机；32节（59公里/小时） | 1927年5月 | 1928年2月 | 1930年6月 | 1941年沉没 |
| “埃克塞特”号 | 6门203毫米 | 10660吨 | 4台蒸汽轮机；32节（59公里/小时） | 1928年8月 | 1929年7月 | 1931年7月 | 1942年沉没 |

## 脚注

### 引文
1. ↑  Gröner 1990，第ix頁
2. 1 2  Friedman 2010，第65頁
3. 1 2 3 4 5  Whitley 1995，第77頁
4. ↑  Friedman 2010，第69頁
5. ↑  Whitley 1995，第78頁
6. 1 2 3 4 5 6  郭威 (2007)，第314頁.
7. ↑  Whitley 1995，第80頁
8. ↑  Preston 1985，第69頁
9. ↑  Friedman 2010，第98頁
10. 1 2  Whitley 1995，第84頁
11. ↑  Konstam 2012，第8–9頁
12. ↑  Whitley 1995，第85–86頁
13. ↑  Konstam 2012，第27–29頁
14. 1 2 3 4  Whitley 1995，第83頁
15. ↑  Campbell 1980，第26頁
16. 1 2 3 4 5  Whitley 1995，第87頁
17. ↑  Konstam 2012，第11–12頁
18. ↑  Whitley 1995，第18–19, 88–90頁
19. ↑  Konstam 2012，第29–31頁
20. ↑  Campbell 1980，第27頁
21. ↑   Konstam 2012，第14頁
22. 1 2 3 4 5  Whitley 1995，第90頁
23. ↑   Whitley 1995，第91–92頁
24. ↑   Konstam 2012，第31–32頁
25. ↑   Campbell 1980，第28頁
26. ↑  Friedman 2010，第121–122頁
27. 1 2 3 4 5 6  Campbell 1980，第29頁
28. 1 2  Konstam 2012，第15頁
29. 1 2 3 4 5  Whitley 1995，第92頁
30. 1 2 3 4 5  Whitley 1995，第94頁
31. ↑  Whitley 1995，第94–95頁
32. ↑  Konstam 2012，第32頁
33. ↑  Whitley 1995，第94頁
34. ↑  Konstam 2012，第34頁
35. ↑  Whitley 1995，第95–96頁
36. ↑  Campbell 1980，第28–29頁

### 期刊来源
- 王义山. . 舰船知识 = NAVAL & MERCHANT SHIPS (北京: 舰船知识杂志社). 2010, (增刊). ISSN 1000-7148 （中文（中国大陆））.